# قلعه هرسم
قلعه هرسم، روستایی از توابع بخش حمیل شهرستان اسلام‌آباد غرب در استان کرمانشاه ایران است.

## جمعیت
این روستا در دهستان هرسم قرار دارد و براساس سرشماری مرکز آمار ایران در سال ۱۳۸۵، جمعیت آن ۶۹۸ نفر (۱۵۲خانوار) بوده‌است.

## مردم
مردم روستای قلعه هرسم از ایل زنگنه هستند. این مردم به گویش شبیه به لکی تکلم می کنند و در گذشته به گویش گورانی زنگنه ای ایل زنگنه یا همان ماچوی زنگنه ای صحبت می کردند و اکنون به غیر از چند روستا مثل روستای کندوله در کرمانشاه و همچنین مردم زنگنه کرکوک عراق، دیگر به گویش گورانی زنگنه ای صحبت نمی کند. از آنجا که ایل زنگنه تیره‌های گوناگونی دارد، مردم روستا خود را زنگنۀ كركوتی می‌نامند. همچنین دین مردم این روستا اکنون اسلام و مذهب آنان تشیع است اما در گذشته ای نه چندان دور، مردمش پیرو آیین یارسان بودند، چنانچه هم اکنون افرادی از این روستا با فامیلی (هرسمی) که در شهرهای کرند و گهواره پراکنده شدند، هنوز پیرو آیین یارسان هستند.

## تاریخ روستا
در روستای قلعه هرسم تپه‌ای باستانی وجود دارد که قدمت آن به دورۀ‌ ایلخانیان می‌رسد. ناصرالدین‌شاه ‌در سفرنامه‌ی خود به عتبات عالیات از روستای قلعه هرسم با نام قلعه ‌‌آخوند یاد كرده‌ا‌ست‌.
گفته می‌شود که اجداد مردم‌ روستا در گذشته‌ای دور از محلی به‌ نام ‌زنقر (به کردی: زه‌نقڕ) در حومۀ کرکوک به مکان کنونی کوچ کرده‌اند. زنقر یعنی ‌محلی كه ایل‌ زنگنه دچار نابودی و بحران ‌(به کردی: قڕان) شده‌است. 

## وجه تسمیه
گفته می‌شود که نام بزرگ‌خاندان زنگنه‌های کرکوتی مهاجر که به این روستا آمده‌اند، ‌هه‌راس بوده‌ و به همین دلیل نام‌ هرسم‌ بر روی این روستا گذاشته شده‌است.

## محیط زیست و جاذبه‌های طبیعی
سراب هرسم در این روستا قرار دارد که به واسطۀ دارا بودن چشم‌اندازهای زیبای طبیعی سبب شده تا روستای قلعه هرسم به عنوان یک روستای هدف گردشگری به تفرجگاه تبدیل بشود. همچنین در جنوب شرقی روستا محلی به نام دارتاوی قرار دارد که یک درخت کهنسال داغداغان (به کردی: تاوی) با میوه‌ای شبیه زیتون در آنجا واقع است و چشمه‌ای بزرگ در پای آن قرار دارد.